# ピエール・ベルチェ
ピエール・ベルチェ（Pierre Berthier、1782年7月3日 – 1861年8月24日）は、フランスの鉱物学者、エンジニアである。

## 経歴
ヌムールに生まれた。エコール・ポリテクニークで学んだ後、1816年に国立鉱山学校の研究主任として働いた。
1821年、フランス南部のレ・ボー・ド・プロヴァンスでボーキサイトを発見した（発見地から命名された）。またベルチェの名前から命名されたベルチェ鉱（Berthierite：FeSb2S4）も発見した。多くの鉱石を研究し、選鉱、精錬法の改良を行った。農業に役立つリン鉱石の研究でも知られる。1828年に科学アカデミーの会員に選ばれた。